# Solive
Solive war ein französisches Holzmaß, vorrangig für Bauholz, mit der Verbreitung in Lothringen. 
- 1 Solive = 3 Pariser Kubikfuß = 0,10283 Kubikmeter[1]
- 1 Grand Cent = 100 Solive

Als Soliva war das Holzmaß noch so bis 1870 im Kirchenstaat in Gebrauch.